# Tromsø Internasjonale Filmfestival

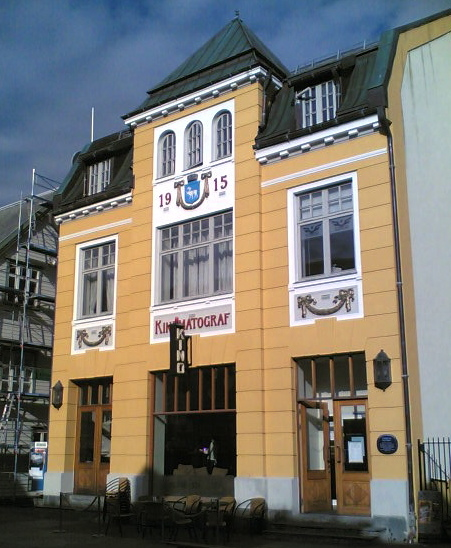
Norwegens ältestes Kino, Verdensteatret, eine der Spielstätten des Festivals

Das Tromsø Internasjonale Filmfestival (kurz TIFF; deutsch „Internationales Filmfestival Tromsø“; englisch Tromsø International Film Festival) ist eine internationale Filmveranstaltung, die seit 1991 alljährlich Mitte Januar in der nordnorwegischen Stadt Tromsø stattfindet. Das sechstägige Festival, welches als das nördlichste Filmfestival der Welt gilt, ist Norwegens größtes Filmfestival, fünftgrößte Kulturveranstaltung des Landes und größtes Kulturevent in Nordnorwegen. Allein 2011 besuchten über 52.000 Zuschauer rund 300 Filmvorführungen in sechs Spielstätten, darunter auch in Norwegens ältestem Kinogebäude, dem Verdensteatret (dt. „Das Welttheater“). Als offizielle arktische Außenstelle präsentierte 2013 das Kulturhaus in Longyearbyen (Longyearbyen kulturhus) auf Spitzbergen erstmals Teile des Festivalprogramms. Gezeigt werden neue Filme aus der ganzen Welt, wobei der Schwerpunkt auf Produktionen aus Skandinavien, Russland und Kanada liegt. Darüber hinaus stellt die Veranstaltung eine wichtige Begegnungsstätte für Filmemacher aus dem äußersten Norden Europas dar.

## Preise
Gegen Ende der einwöchigen Veranstaltung werden in einer Abschlusszeremonie sieben Preise vergeben. Neben der ältesten Auszeichnung, dem Publikumspreis Tromsø Audience Award, zählt dazu auch der FIPRESCI-Preis, der von Vertretern der internationalen Filmkritiker-Vereinigung FIPRESCI verliehen wird. Der Hauptpreis im Wettbewerbsprogramm ist jedoch die Aurora, die mit 50.000 Norwegischen Kronen prämiert wird und dem siegreichen Film einen erfolgreichen Filmverleih in den norwegischen Kinos sichert. Dazu werden von der Jury nur Spielfilme ausgewählt, die ihre Premiere während des Festivals haben. Eine weitere Sektion ist Film fra Nord (dt. „Film aus dem Norden“), in der Kurz- und Dokumentarfilme aus der Barentsregion und anderen arktischen Gebieten gezeigt werden. Der Gewinner dieses Wettbewerbs erhält die Tromsøpalmen (dt. „Die Tromsø-Palme“), ein mit 5000 Euro dotierter Regiepreis. Der Norwegische Friedensfilmpreis (norw. Den norske fredsfilmprisen; engl. Norwegian Peace Film Award, kurz NoFPA) wiederum wird an Filme vergeben, die ihr Augenmerk auf „direkte, strukturelle oder kulturelle Gewalt“ richten und „auf kreative und künstlerische Weise zur Vorbeugung oder Reduzierung von Gewalt oder Krieg beitragen.“ Die Verleihung dieser Auszeichnung erfolgt in Zusammenarbeit mit dem Zentrum für Friedensstudien (Senter for fredsstudier) der Universität Tromsø und dem Studentennetzwerk für Frieden (Studentnettverk for fred). Mit dem Festival kooperiert zudem eine Jury der Internationalen Filmklub-Vereinigung (französisch Fédération Internationale des Ciné-Clubs, kurz F.I.C.C.), die den Don-Quijote-Preis vergibt.
Seit 2017 wird darüber hinaus der „Faith in Film“-Preis (Faith in Film-prisen) an Filme verliehen, die „zu Reflexion, Kritik und Nachdenken über den Platz der Religion im Leben der Menschen und der Gesellschaft anregen.“ Der Preis wurde eingerichtet durch die Norwegischen Kirchenakademien, die Tromsø Kirchenakademie und KULT – Zentrum für Kirche, Kunst und Kultur.

## Preisträger

### Aurora
| Nr. | Jahr | Film                                                                        | Regie                          | Land                                                      |
| --- | ---- | --------------------------------------------------------------------------- | ------------------------------ | --------------------------------------------------------- |
| 1.  | 2002 | Y tu mamá también – Lust for Life (Y tu mamá también)                       | Alfonso Cuarón                 | Mexiko                                                    |
| 2.  | 2003 | Der Engel zu meiner Rechten (Fararishtay kifti rost) / (Angel On the Right) | Dschamsched Usmonow            | Tadschikistan                                             |
| 3.  | 2004 | Seit Otar fort ist… (Depuis qu’Otar est parti …)                            | Julie Bertuccelli              | Frankreich                                                |
| 4.  | 2005 | Schildkröten können fliegen (Lakposhtha hâm parvaz mikonand)                | Bahman Ghobadi                 | Iran                                                      |
| 5.  | 2006 | Tapas                                                                       | José Corbacho Juan Cruz        | Spanien                                                   |
| 6.  | 2007 | Buenos Aires 1977 (Crónica de una fuga)                                     | Adrián Caetano                 | Argentinien                                               |
| 7.  | 2008 | Water Lilies (Naissance des pieuvres)                                       | Céline Sciamma                 | Frankreich                                                |
| 8.  | 2009 | Revanche                                                                    | Götz Spielmann                 | Österreich                                                |
| 9.  | 2010 | Die Tür                                                                     | Anno Saul                      | Deutschland                                               |
| 10. | 2011 | Shi (Poetry)                                                                | Lee Chang-dong                 | Südkorea                                                  |
| 11. | 2012 | Elena (Елена)                                                               | Andrei Swjaginzew              | Russland                                                  |
| 12. | 2013 | Lore                                                                        | Cate Shortland                 | Deutschland / Australien Vereinigtes Königreich           |
| 13. | 2014 | Iya Monogatari – okuno hito (The Tale of Iya)                               | Tetsuichirô Tsuta              | Japan                                                     |
| 14. | 2015 | Kindkind (P’tit Quinquin)                                                   | Bruno Dumont                   | Frankreich                                                |
| 15. | 2016 | Heart of a Dog                                                              | Laurie Anderson                | Vereinigte Staaten                                        |
| 16. | 2017 | The Fits                                                                    | Anna Rose Homers               | Vereinigte Staaten                                        |
| 17. | 2018 | Western                                                                     | Valeska Grisebach              | Deutschland / Bulgarien Österreich                        |
| 18. | 2019 | Glücklich wie Lazzaro (Lazzaro felice)                                      | Alice Rohrwacher               | Italien / Schweiz Frankreich / Deutschland                |
| 19. | 2020 | Atlantis                                                                    | Walentyn Wassjanowytsch        | Ukraine                                                   |
| 20. | 2021 | The Truffle Hunters                                                         | Michael Dweck, Gregory Kershaw | Italien / Vereinigte Staaten Griechenland                 |
| 21. | 2022 | Medusa                                                                      | Anita Rocha da Silveira        | Brasilien                                                 |
| 22. | 2023 | Die Aussprache (Women Talking)                                              | Sarah Polley                   | Vereinigte Staaten                                        |
| 23. | 2024 | Domaćinstvo za početnici (Houskeeping for Beginners)                        | Goran Stolevski                | Schweden / Kosovo / Polen Serbien / Kroatien / Australien |

### Tromsøpalmen
| Nr. | Jahr | Film                                                | Regie                            | Land                        |
| --- | ---- | --------------------------------------------------- | -------------------------------- | --------------------------- |
| 1.  | 2002 | Skårungen (The Rookie)                              | Per-Ivar Jensen                  | Norwegen                    |
| 2.  | 2003 | One Christmas Morning                               | Patrik Eklund                    | Schweden                    |
| 3.  | 2004 | Schreiende Männer (Screaming Men)                   | Mika Ronkainen                   | Finnland                    |
| 4.  | 2005 | Fragile                                             | Jens Jonsson                     | Schweden                    |
| 5.  | 2006 | Credo                                               | Stein Elvestad                   | Norwegen                    |
| 6.  | 2007 | Prirechny – The Town that no Longer Exists          | Tone Grøttjord                   | Norwegen                    |
| 6.  | 2007 | Tommy                                               | Ole Giæver                       | Norwegen                    |
| 7.  | 2008 | Kesän lapsi (Summerchild)                           | Iris Olsson                      | Finnland                    |
| 8.  | 2009 | Varde (Cairn)                                       | Hanne Larsen                     | Norwegen                    |
| 9.  | 2010 | Å puste ut musikk (Breathing Music)                 | Trond Eliassen                   | Norwegen                    |
| 10. | 2011 | Miten marjoja poimitaan (How to Pick Berries)       | Elina Talvensaari                | Finnland                    |
| 11. | 2012 | Flimmer                                             | Line Klungseth Johansen          | Norwegen                    |
| 12. | 2013 | There Will Be Some Who Will Not Fear Even That Void | Saeed Taji Farouky               | Norwegen                    |
| 13. | 2014 | Amasone                                             | Marianne Ulrichsen               | Norwegen                    |
| 14. | 2015 | I am Kuba                                           | Åse Svenheim Drivenes            | Norwegen                    |
| 15. | 2016 | Frysninger (Cold Shivers)                           | Marius Myrmel                    | Norwegen                    |
| 16. | 2017 | Sommarnatt                                          | Jonas Selberg Augustsén          | Schweden                    |
| 17. | 2018 | I Will Always Love You, Kingen                      | Amanda Kernell                   | Schweden                    |
| 18. | 2019 | Stamnätet                                           | Clara Bodén                      | Schweden                    |
| 19. | 2020 | Topp 3                                              | Sofie Edvardsson                 | Schweden                    |
| 20. | 2021 | Epa                                                 | Jakob Arevärn, Fredrik Oskarsson | Schweden                    |
| 21. | 2022 | Radji                                               | Georg Götmark, John Erling Utsi  | Belgien / Schweden Norwegen |
| 22. | 2023 | Unborn Biru                                         | Ingá Elin Marakatt               | Norwegen                    |
| 23. | 2024 | Prosjekt Pappa (Kurzfilm)                           | Camilla Jämting                  | Norwegen / Estland          |
| 23. | 2024 | Jeʹvida (Langfilm)                                  | Katja Gauriloff                  | Finnland                    |

### Tromsø Audience Award (Publikumspreis)
| Nr. | Jahr | Film                                                                                  | Regie                                        | Land                                         |
| --- | ---- | ------------------------------------------------------------------------------------- | -------------------------------------------- | -------------------------------------------- |
| 1.  | 1995 | Spider & Rose                                                                         | Bill Bennett                                 | Australien                                   |
| 2.  | 1996 | Akkumulator 1 (Akumulátor 1)                                                          | Jan Svěrák                                   | Tschechien                                   |
| 3.  | 1997 | Palookaville                                                                          | Alan Taylor                                  | Vereinigte Staaten                           |
| 4.  | 1998 | Gadjo Dilo – Geliebter Fremder (Gadjo dilo)                                           | Tony Gatlif                                  | Frankreich                                   |
| 5.  | 1999 | Die Stunde des Lichts (When the Light Comes)                                          | Stijn Coninx                                 | Niederlande                                  |
| 6.  | 2000 | Eine pornografische Beziehung (Une liaison pornographique)                            | Frédéric Fonteyne                            | Frankreich                                   |
| 7.  | 2001 | Die russische Hochzeit (Svadba / The Wedding)                                         | Pawel Lungin                                 | Russland                                     |
| 8.  | 2002 | Der Krieger und die Kaiserin                                                          | Tom Tykwer                                   | Deutschland                                  |
| 9.  | 2003 | Die kalte See (Hafið)                                                                 | Baltasar Kormákur                            | Island                                       |
| 10. | 2004 | The Return – Die Rückkehr (Возвращение)                                               | Andrei Swjaginzew                            | Russland                                     |
| 11. | 2005 | Wie im Himmel                                                                         | Kay Pollak                                   | Schweden                                     |
| 12. | 2006 | Voces inocentes – Unschuldige Stimmen                                                 | Luis Mandoki                                 | Mexiko                                       |
| 13. | 2007 | USA vs. Al-Arian (USA mot Al-Arian)                                                   | Line Halvorsen                               | Norwegen                                     |
| 14. | 2008 | L'Orchestra di Piazza Vittorio (The Orchestra of Piazza Vittorio)                     | Agostino Ferrente                            | Italien                                      |
| 15. | 2009 | Jernanger Shooting the Sun (int.) oder The Storm in My Heart (USA)                    | Pål Jackman                                  | Norwegen                                     |
| 16. | 2010 | Ein Augenblick Freiheit (For a Moment Freedom)                                        | Arash T. Riahi                               | Österreich Frankreich / Türkei               |
| 17. | 2011 | Black Swan                                                                            | Darren Aronofsky                             | Vereinigte Staaten                           |
| 18. | 2012 | Play – Nur ein Spiel? (Play)                                                          | Ruben Östlund                                | Schweden                                     |
| 19. | 2013 | No! (No)                                                                              | Pablo Larraín                                | Chile                                        |
| 20. | 2014 | Von Menschen und Pferden (Hross í oss)                                                | Benedikt Erlingsson                          | Island                                       |
| 21. | 2015 | Das Salz der Erde (The Salt of the Earth) / (Le sel de la terre)                      | Wim Wenders Juliano Ribeiro Salgado          | Deutschland / Frankreich Italien / Brasilien |
| 22. | 2016 | Sture Böcke (Hrútar) / (Stabukker)                                                    | Grímur Hákonarson                            | Island / Dänemark                            |
| 23. | 2017 | Die letzten Robbenjäger (Ishavsblod – De siste selfangerne) (Sealers – One Last Hunt) | Trude Berge Ottersen Gry Elisabeth Mortensen | Norwegen                                     |
| 24. | 2018 | Close-Knit (Karera ga Honki de Amu toki wa)                                           | Naoko Ogigami                                | Japan                                        |
| 25. | 2019 | Gegen den Strom (Kona fer í stríð)                                                    | Benedikt Erlingsson                          | Island / Frankreich / Ukraine                |
| 26. | 2020 | Parasite (Gisaengchung 기생충)                                                        | Bong Joon-ho                                 | Südkorea                                     |
| 27. | 2021 | Ninjababy                                                                             | Yngvild Sve Flikke                           | Norwegen                                     |
| 28. | 2022 | Beans                                                                                 | Tracey Deer                                  | Kanada                                       |
| 29. | 2023 | Ellos eatnu – La elva leve                                                            | Ole Giæver                                   | Norwegen                                     |
| 30. | 2024 | Ibelin                                                                                | Benjamin Ree                                 | Norwegen                                     |

### Norwegischer Friedensfilmpreis
| Nr. | Jahr | Film                                                                            | Regie                | Land                                 |
| --- | ---- | ------------------------------------------------------------------------------- | -------------------- | ------------------------------------ |
| 1.  | 2004 | In This World – Aufbruch ins Ungewisse (In This World)                          | Michael Winterbottom | Vereinigtes Königreich               |
| 2.  | 2005 | Shah-re ziba (The Beautiful City)                                               | Asghar Farhadi       | Iran                                 |
| 3.  | 2006 | Shooting Dogs                                                                   | Michael Caton-Jones  | Vereinigtes Königreich / Deutschland |
| 4.  | 2007 | The Cats of Mirikitani                                                          | Linda Hattendorf     | Vereinigte Staaten                   |
| 5.  | 2008 | Xue chan (Little Moth)                                                          | Tao Peng             | Volksrepublik China                  |
| 6.  | 2009 | Waltz with Bashir (ואלס עם באשיר) / (Vals Im Bashir)                            | Ari Folman           | Israel / Frankreich Deutschland      |
| 7.  | 2010 | Das andere Ufer (Gagma napiri) / (The Other Bank)                               | Giorgi Owaschwili    | Georgien Kasachstan                  |
| 8.  | 2011 | Les mains en l'air (Hands Up) oder (Hands in the Air)                           | Romain Goupil        | Frankreich                           |
| 9.  | 2012 | Play – Nur ein Spiel? (Play)                                                    | Ruben Östlund        | Schweden                             |
| 10. | 2013 | Das Mädchen Wadjda (Wadjda)                                                     | Haifaa al-Mansour    | Saudi-Arabien / Deutschland          |
| 11. | 2014 | Omar                                                                            | Hany Abu-Assad       | Palästina                            |
| 12. | 2015 | Drone                                                                           | Tonje Hessen Schei   | Norwegen                             |
| 13. | 2016 | Democrats                                                                       | Camilla Nielsson     | Dänemark                             |
| 14. | 2017 | Hunting Flies (Fluefangeren)                                                    | Izer Aliu            | Norwegen / Nordmazedonien            |
| 15. | 2018 | A Man of Integrity (Lerd)                                                       | Mohammad Rasulof     | Iran                                 |
| 16. | 2019 | Blindspotting                                                                   | Carlos López Estrada | Vereinigte Staaten                   |
| 17. | 2020 | Made in Bangladesh                                                              | Rubaiyat Hossain     | Frankreich / Bangladesch / Dänemark  |
| 18. | 2021 | Doch das Böse gibt es nicht (Sheytan vojud nadarad) / (Det finnes ingen djevel) | Mohammad Rasulof     | Iran / Deutschland Tschechien        |
| 19. | 2022 | The Wasteland (Dashte Khamoush)                                                 | Ahmad Bahrami        | Iran                                 |
| 20. | 2023 | Tantura                                                                         | Alon Schwarz         | Israel                               |
| 21. | 2024 | Was will der Lama mit dem Gewehr? (The Monk and the Gun)                        | Pawo Choyning Dorji  | Bhutan                               |

### Don-Quijote-Preis
| Nr. | Jahr | Film                                                                        | Regie                                                                | Land                                                                 |
| --- | ---- | --------------------------------------------------------------------------- | -------------------------------------------------------------------- | -------------------------------------------------------------------- |
| 1.  | 2002 | Ungleiche Schwestern (Sjostry)                                              | Sergei Bodrow jr.                                                    | Russland                                                             |
| 2.  | 2003 | Der Engel zu meiner Rechten (Fararishtay kifti rost) / (Angel On the Right) | Dschamsched Usmonow                                                  | Tadschikistan                                                        |
| 3.  | 2004 | Wodka Lemon                                                                 | Huner Saleem                                                         | Frankreich Armenien                                                  |
| 4.  | 2005 | Le regard (The Gaze)                                                        | Nour Eddine Lakhmari                                                 | Marokko Norwegen                                                     |
| 5.  | 2006 | Ryna                                                                        | Ruxandra Zenide                                                      | Schweiz Rumänien                                                     |
| 6.  | 2007 | Sehnsucht                                                                   | Valeska Grisebach                                                    | Deutschland                                                          |
| 7.  | 2008 | Die Rebellion von Kautokeino (Kautokeino-opprøret)                          | Nils Gaup                                                            | Dänemark Norwegen / Schweden                                         |
| 8.  | 2009 | Ich schwör’s, ich war’s nicht! (C’est pas moi, je le jure!)                 | Philippe Falardeau                                                   | Kanada                                                               |
| 9.  | 2010 | Sirta la gal ba (Whisper with the Wind)                                     | Shahram Alidi                                                        | Irak                                                                 |
| 10. | 2011 | Die Frau, die singt (Incendies)                                             | Denis Villeneuve                                                     | Kanada                                                               |
| 11. | 2012 | Halt auf freier Strecke                                                     | Andreas Dresen                                                       | Deutschland                                                          |
| 12. | 2013 | In ihrem Haus (Dans la maison)                                              | François Ozon                                                        | Frankreich                                                           |
| 13. | 2014 | Jag stannar tiden (I Stop Time)                                             | Gunilla Bresky                                                       | Schweden / Norwegen                                                  |
| 14. | 2015 | The Look of Silence                                                         | Joshua Oppenheimer                                                   | Dänemark / Finnland Indonesien / Norwegen Vereinigtes Königreich     |
| 15. | 2016 | The Academy of Muses                                                        | José Luis Guerín                                                     | Spanien                                                              |
| 16. | 2017 | Herzstein (Hjartasteinn)                                                    | Guðmundur Arnar Guðmundsson                                          | Island                                                               |
| 17. | 2018 | Soldaten. Geschichte aus Ferentari (Soldatii. Poveste din Ferentari)        | Ivana Mladenović                                                     | Rumänien Serbien / Belgien                                           |
| 18. | 2019 | Birds of Passage – Das grüne Gold der Wayuu (Pájaros de verano)             | Cristina Gallego Ciro Guerra                                         | Kolumbien Dänemark / Mexiko                                          |
| 19. | 2020 | Kollektiv – Korruption tötet (Colectiv)                                     | Alexander Nanau                                                      | Rumänien / Luxemburg                                                 |
| 20. | 2021 | Aufgrund der Covid-19-Pandemie gab es keine FICC-Jury beim TIFF 2021        | Aufgrund der Covid-19-Pandemie gab es keine FICC-Jury beim TIFF 2021 | Aufgrund der Covid-19-Pandemie gab es keine FICC-Jury beim TIFF 2021 |
| 21. | 2022 | Miracle (Miracol)                                                           | Bogdan George Apetri                                                 | Rumänien / Tschechien                                                |
| 22. | 2023 | Das Blau des Kaftans (The Blue Caftan)                                      | Maryam Touzani                                                       | Frankreich / Marokko Belgien / Dänemark                              |
| 23. | 2024 | Olfas Töchter (Les filles d’Olfa)                                           | Kaouther Ben Hania                                                   | Frankreich / Saudi-Arabien Deutschland / Tunesien                    |

### FIPRESCI-Preis
| Nr. | Jahr | Film                                                           | Regie                          | Land                                        |
| --- | ---- | -------------------------------------------------------------- | ------------------------------ | ------------------------------------------- |
| 1.  | 2002 | Hochzeit wider Willen (hebräisch חתונה מאוחרת Hatuna Meuheret) | Dover Koshashvili              | Israel Frankreich                           |
| 2.  | 2003 | Kitchen Stories (Salmer fra kjøkkenet)                         | Bent Hamer                     | Norwegen / Schweden                         |
| 3.  | 2004 | Sokoote beine do fekr (Silence Between Two Thoughts)           | Babak Payami                   | Iran                                        |
| 4.  | 2005 | San zimske noći (Midwinter Night’s Dream)                      | Goran Paskaljević              | Serbien und Montenegro                      |
| 5.  | 2006 | Oljeberget (The Rich Country)                                  | Aslaug Holm                    | Norwegen                                    |
| 6.  | 2007 | Still Life (Sānxiá hǎorén)                                     | Jia Zhangke                    | Volksrepublik China Hongkong                |
| 7.  | 2008 | Couscous mit Fisch (La graine et le mulet)                     | Abdellatif Kechiche            | Frankreich                                  |
| 8.  | 2009 | Revanche                                                       | Götz Spielmann                 | Österreich                                  |
| 9.  | 2010 | 10 vor 11 (türk. 11'e 10 kala) / (engl. 10 to 11)              | Pelin Esmer                    | Türkei                                      |
| 10. | 2011 | How I Ended This Summer (dt. TV-Titel: Mein Sommer mit Sergej) | Alexei Popogrebski             | Russland                                    |
| 11. | 2012 | Elena (Елена)                                                  | Andrei Swjaginzew              | Russland                                    |
| 12. | 2013 | Camille – Verliebt nochmal! (Camille redouble)                 | Noémie Lvovsky                 | Frankreich                                  |
| 13. | 2014 | Ida                                                            | Paweł Pawlikowski              | Polen                                       |
| 14. | 2015 | Kindkind (P’tit Quinquin)                                      | Bruno Dumont                   | Frankreich                                  |
| 15. | 2016 | Anomalisa                                                      | Charlie Kaufman / Duke Johnson | Vereinigte Staaten                          |
| 16. | 2017 | Bacalaureat                                                    | Cristian Mungiu                | Rumänien                                    |
| 17. | 2018 | Jia Nian Hua (Angels Wear White)                               | Vivian Qu                      | Volksrepublik China Frankreich              |
| 18. | 2019 | Gundermann                                                     | Andreas Dresen                 | Deutschland                                 |
| 19. | 2020 | Lillian                                                        | Andreas Horvath                | Österreich                                  |
| 20. | 2021 | The Truffle Hunters                                            | Michael Dweck, Gregory Kershaw | Italien / Vereinigte Staaten Griechenland   |
| 21. | 2022 | Herr Bachmann und seine Klasse                                 | Maria Speth                    | Deutschland                                 |
| 22. | 2023 | Pacifiction                                                    | Albert Serra                   | Frankreich / Spanien Deutschland / Portugal |
| 23. | 2024 | Riceboy Sleeps                                                 | Anthony Shim                   | Kanada                                      |

### Faith in Film-Preis
| Nr. | Jahr | Film                                   | Regie                   | Land                                       |
| --- | ---- | -------------------------------------- | ----------------------- | ------------------------------------------ |
| 1.  | 2017 | Forever Pure                           | Maya Zinshtein          | Israel / Vereinigtes Königreich Norwegen   |
| 2.  | 2018 | Per Fugelli – siste resept             | Erik Poppe              | Norwegen                                   |
| 3.  | 2019 | Glücklich wie Lazzaro (Lazzaro felice) | Alice Rohrwacher        | Italien / Schweiz Frankreich / Deutschland |
| 4.  | 2020 | Balloon                                | Pema Tseden             | Volksrepublik China                        |
| 5.  | 2021 | Scarecrow (Pugalo)                     | Dmitri Dawydow          | Russland                                   |
| 6.  | 2022 | Medusa                                 | Anita Rocha da Silveira | Brasilien                                  |
| 7.  | 2023 | Die Aussprache (Women Talking)         | Sarah Polley            | Vereinigte Staaten                         |
| 8.  | 2024 | Straff                                 | Øystein Mamen           | Norwegen                                   |